# 重永和樹
重永 和樹（しげなが かずき、男性、1989年11月14日 - ）は、宮崎県出身のプロバスケットボール選手である。ポジションはガード。185cm、80kg。

## 来歴
延岡学園高校から、東海大九州を経て、2012年、bjリーグドラフト2巡目で宮崎シャイニングサンズに入団。2012-13シーズン終了後、宮崎は活動休止。

## 経歴
- 延岡学園 - 東海大九州 - 宮崎（2012年〜2013年）